# Danzebell
De Danzebell (ook: Danzewell, Italiaans: Cima Dentrovalle) is een 3148 meter (volgens andere bronnen 3145 meter) hoge bergtop in de Ötztaler Alpen in het Italiaanse Zuid-Tirol.
De naam Danzewell stamt waarschijnlijk af van het Reto-Romaanse dadens la valle, dat zoiets het dal in betekent.
De berg is gelegen in de Planeiler Bergen. De berg wordt voor het eerst beklommen in 1854 door officier Pöltinger. Een skitocht naar de top kan ondernomen worden vanuit Kapron in het Langtauferer Tal, een zijdal van de Vinschgau. Vandaar gaat het naar rechts richting Karlinbach, waarna de Perwarghof op 1680 meter hoogte kan worden bereikt. Vandaar gaat het in oostelijke richting over een weiland bergopwaarts, vervolgens door het Ochsenbergtal, langs de Ochsenbergalm op 2300 meter hoogte. Daarna wordt de zuidwestelijke graat bereikt, zodat de 3148 meter hoge top van de Danzebell beklommen kan worden.